# Småborgerskab
Småborgerskabet er i marxistisk sprogbrug en betegnelse og social kategorisering af den eller de grupper i et markedsstyret kapitalistisk samfund, der befinder sig imellem de to hovedklasser, nemlig kapitalisterne eller borgerskabet og proletariatet eller arbejderklassen, som defineret af Karl Marx og efterfølgende marxistisk inspirerede filosoffer, sociologer og politiske skribenter. Småborgerskabet angiver således blandt marxister den sociale kategori i samfundet, som overvejende lever af sit eget og eventuelt sin families arbejde uden at være ansat hos andre, de ejer selv deres produktionsmidler i form af værktøj og maskiner, men har ikke flere faste lønmodtagere ansat. Ud over den snævre økonomiske definition er der også en bredere ideologisk og politisk forståelse, at det er mennesker, der ikke entydigt sympatiserer med hverken den ene eller den anden af de to hovedklasser i den kapitalistiske markedsøkonomi.
Småborgerskabet omtales også blandt marxister som "middelklassen", i nyere litteratur om emnet fra 1970'erne og frem også på dansk kaldet for "mellemlagene" for at betegne den lidt mere komplicerede status.
Under den historiske udvikling i de moderne vestlige markedssamfund er den egentlige klasse af små selvstændige skrumpet noget ind, men slet ikke med den hast, som Marx oprindeligt troede og forudså, og som nogle kommunistiske og socialistiske teoretiske skribenter efterfølgende har set som en forhindring for en revolutionær overgang til et socialistisk samfund, og derfor ønsket kraftigt reduceret. Distinktionen mellem "småborgerskab" og "mellemlag" og andre fra "middelklassen" går på, om man er selvstændig erhvervsdrivende eller ansat. De, der ejer deres egen lille virksomhed, men ikke er arbejdsgivere (i marxistisk terminologi "arbejdskøbere"), vil have en tendens til at være skeptiske overfor en alt for stor og omfattende statsmagt, der kontrollerer og begrænser det frie initiativ samt inddriver skatter, mens "mellemlagene" ofte er offentligt ansatte, særligt i lande med den skandinaviske velfærdsmodel, som netop indebærer en stor offentlig sektor med mange ansatte.
Begrebet 'småborger' er dobbeltydigt, fordi det på den ene side signalerer en samfundsbevarende samfundsstøtte og på den anden side er nedvurderende (skældsord) om gruppens politisk-ideologiske og værdimæssige holdninger og livsformer: småborgerlig, småborgerlighed og endog ligusterfascister. Under ungdomsoprøret fra 1968 og frem blev det blandt erklærede venstrefløjsretorikere direkte anvendt som et nedsættende skældsord om forældregenerationen og deres måde at leve på. Selv arbejderne blev opfattet som værende 'småborgerlige' i deres livsstil med parcelhus, biler og andre forbrugsgoder. Og inden for de forskellige partier og sekter på venstrefløjen var det et ofte benyttet skældsord, som udtrykte foragt for modpartens tanker og handlinger. Ofte blev ordet fejlagtigt brugt i stedet for Marx's egen skældud på "spidsborgerne", hvormed han betegnede og tog afstand fra en særlig from, dydig og fornem facade hos dele af det daværende borgerskab.
I marxistisk inspirerede samfundsundersøgelser, hvor en skelnen mellem forskellige befolkningskategorier og sociale klasser var vigtige, anvendtes udtrykket især, når man forsøger at undersøge en bestemt historisk periodes konkrete begivenheder og de bevægelser og tildragelser, der sker i en befolkning med et bestemt resultat til følge. Blandt andet er udtrykket blevet flittigt anvendt, når erklærede marxister forsøger at undersøge, hvad der førte frem til nazismen og Adolf Hitlers magtovertagelse i 1920'er og 30'ernes Tyskland. I marxistisk fortolkning om Adolf Hitler er middelklassen nævnt som en social faktor, hvor det nok ville være mere præcist at omtale småborgerskabets klemte situation med først den store inflation, der åd al opsparing op, og derefter børskrakket i 1929 og den efterfølgende krise med massearbejdsløshed. Og selv om NSDAP kaldte sig selv et National Socialistisk Tysk Arbejder Parti, så var det ikke mindst efter marxistisk opfattelse det tyske småborgerskab, som man agiterede til og for, og som ikke mindst i begyndelsen lagde stemmer til partiets vækst, senere kom også dele af arbejderklassen med, da kommunister og socialdemokrater blev forbudt sammen med fagbevægelsen. En anden historisk begivenhed er den russiske revolution i 1917, hvor Lenin anvendte den marxistiske teori til at analysere tilstandene i datidens Rusland, og derfra mente at kunne udlede, at situationen var moden til at gennemføre en revolution.
I sin analyse af livsformer har folkelivsforskeren Thomas Højrup henregnet "småborgerskabet" som en del af "den rurale livsform".